# サン・チピレッロ
サン・チピレッロ（イタリア語: San Cipirello, シチリア語: San Ciupirreddu）は、イタリア共和国シチリア自治州パレルモ県にある、人口約5,300人の基礎自治体（コムーネ）。

## 地理

### 位置・広がり
パレルモ県西部のコムーネ。県都パレルモから南西へ23kmの距離にある。

#### 隣接コムーネ
隣接するコムーネは以下の通り。
- モンレアーレ
- サン・ジュゼッペ・イアート